# 22102 Каренламб
22102 Каренламб (22102 Karenlamb) — астероїд головного поясу, відкритий 7 травня 2000 року.
Тіссеранів параметр щодо Юпітера — 3,315.